# Герар

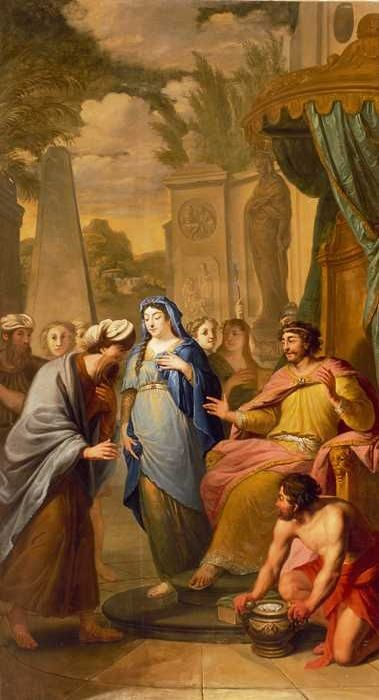
Авімелех, цар Герару повертає Сару Аврааму. Еліас ван Ніймеген. Музей Ротердама.

31°22′54″ пн. ш. 34°36′25″ сх. д. / 31.3817° пн. ш. 34.6069° сх. д.
Герар (івр. גְּרָר) — назва античного міста філістимлян на півдні Ханаану, що розташовувалося на півдорозі між Газою та Беер-Шевою.

## Біблійна оповідь
За часів Авраама та Ісаака царем Герара був Авімелех (Бут. 26:1 [Архівовано 11 травня 2020 у Wayback Machine.]). Після знищення Богом Содома та Гоморри Авраам переселився з діброви Мамре (нагір'я Хеврону) в Герар, де царював Авімелех. Побоюючись за свою життя Авраам оголосив, що Сара є його сестрою. Вражений красою Сари, Авімелех взяв її у свій гарем, але не встиг до неї доторкнутися. Бог з'явився вночі Авімелеху та наказав йому повернути Сару Аврааму під загрозою загибелі всього його дому. Авімелех негайно зробив це. 
Герар славився колодязями й розташовувався на півдні Ханаана поблизу єгипетського кордону і згаданий також у Таблиці народів (Бут. 10:19 [Архівовано 11 травня 2020 у Wayback Machine.]). До Герара юдеї під проводом царя Аси переслідували розбите військо кушитів (2Хр. 14:13 [Архівовано 11 травня 2020 у Wayback Machine.]).
Сучасні дослідники ототожнюють Герар з городищем Тель Гарор між Нетівот та Офакім, у 12 км на південь від Гази. Герар ніколи не належав до Юдейського царства.